# 전력 계통

전력망의 일반적인 구성도. 표시된 전압 및 전선은 독일 및 기타 유럽 시스템에서 일반적이다.

전력계통은 전력 생산자로부터 전력 소비자에게 전기를 공급하기 위해 상호간에 연결된 네트워크이다. 전력계통은 다음으로 구성된다.
- 전력을 생산하는 발전소
- 송전을 위해 전압을 높이거나 배전을 위해 전압을 낮추는 변전소
- 소비자로부터 멀리 위치한 발전소로부터 소비자 근방에 위치한 변전소까지 전력을 전달하는 고전압 송전선
- 개별 고객을 변전소까지 연결하는 배전선로

전력계통의 크기는 단일 건물의 계통부터 전국토를 포함하는 전력계통 (국가 내 연계), 국가간연계계통까지 크기가 다양하다.
계통에 연계된 발전소는 각 발전원마다의 이유로 인구가 밀집해있는 수요지와는 큰 관련 없이 위치한다. 수력발전의 경우, 낙차를 이용한 발전을 하기 때문에 대규모 댐과 함께 설치되어있다. 원자력발전소는 냉각수를 얻기 위해서 강가나 바다 근처에 위치한다. 태양광 발전기는 높은 일광시간을 필요로 하기 때문에 국내에서는 고위도보다 저위도에 더 많이 설치된다. 따라서 발전소에서 생산된 전력을 대규모 수요지까지 전달하기 위해서 대규모 송전계통이 사용된다. 송전계통은 때로는 국경을 넘어 국가간에 연계되어있기도 하며 이러한 국가간연계계통은 슈퍼그리드(super grid)라고 부르기도 한다. 송전선을 이용하여 전력을 보낼 때 송전선로에서는 전압의 제곱에 반비례하는 손실이 발생하기 때문에 높은 전압으로 송전하는 것이 효율이 높다. 따라서, 각 발전소에서 생산된 전력은 장거리로 보내지기 전에 변전소에서 고압으로 승압된다. 이후에 고압 송전선로를 거쳐 수요지 근처 변전소에서 고압에서 저압으로 강압된다. 변전소에서 강압된 전력은 배전선로를 통해서 최종 소비자에게 도달한다.
전력계통은 전세계적으로 널리 분포되어 있음에도 불구하고, 2016년 기준 전 세계 14 억 명의 사람들이 전력 계통에 연결되어 있지 않다.

## 같이 보기
- 지속 가능한 에너지